# Судзуки, Кэйдзи
Кэйдзи Судзуки (яп. 鈴木 桂治 Судзуки: Кэйдзи,  3 июня 1980, Дзёсо, Ибараки, Япония) — японский дзюдоист, чемпион Олимпийских игр, многократный чемпион и призёр чемпионатов мира, призёр чемпионатов Азии, неоднократный чемпион и призёр чемпионатов Японии по дзюдо. Примечателен в том числе тем, что обладал наименьшим весом среди тяжеловесов, регулярно выступал как в полутяжёлом (до 100 килограммов), так и в тяжёлом (свыше 100 килограммов) весе, а также в открытой (абсолютной категории). Считался обладателем одной из лучших техник аси-вадза (бросков, для которых в основном используются ноги) среди тяжеловесов.

## Биография
Начал заниматься дзюдо в трёхлетнем возрасте, под влиянием брата. Во время обучения в университете оставался в тени Косэй Иноуэ, который в 2000 году стал чемпионом олимпийских игр.
В 1998 году завоевал звание чемпиона мира среди юниоров до 20 лет и стал победителем престижного национального турнира Kodokan Cup среди взрослых. В 1999 году был третьим на международном турнире Jigoro Cano Cup, вторым на чемпионате Японии в тяжёлом весе, победил на турнире Kodokan Cup и этапе мирового кубка Asko Worls Tournament. В 2000 году на этапе кубка World Masters Munich был лишь седьмым, завоевал бронзовую медаль чемпионата мира среди студентов, остался вторым на чемпионате Японии в тяжёлом весе и снова завоевал Кубок Кодокана. В 2001 году стал чемпионом Универсиады, выиграл Кубок Президента России и снова Кубок Кодокана. В 2002 году началась полоса побед: Кэйдзи Судзуки завоевал Кубок Дзигоро Кано, победил на турнирах серии «А» в Москве и Париже, стал чемпионом Японии в тяжёлом весе, стал чемпионом мира в командном первенстве, победил на Азиатских играх, в 2003 году завоевал Кубок Дзигоро Кано, победил на турнирах серии «А» в Париже и Корридонии, снова стал чемпионом Японии в тяжёлом весе (в открытой категории завоевал «серебро») и наконец завоевал звание чемпиона мира. В 2004 году стал чемпионом Японии в престижной открытой категории (и был лишь третьим в тяжёлом весе), победил на турнире German World Open, на чемпионате Азии довольствовался серебряной медалью.
В ходе очень тяжёлого отбора к олимпийским играм на чемпионате Японии в абсолютной категории сумел победить своего соперника Косэй Иноуэ, но в тяжёлом весе проиграл Ясуюки Мунете. В абсолютной категории соревнования на олимпийских играх не проводятся, поэтому претендент на место в тяжёлом весе определялся в ходе сборов, где тренеры отдали предпочтение более лёгкому Судзуки. 
Выступал на Олимпийских играх 2004 года в категории свыше 100 килограммов.
Спортсмены были разделены на две группы, в каждой из которой проводился турнир с выбыванием после поражения; победители встречались в финале. Проигравшие полуфиналистам участвовали в утешительных встречах, по результатам которых определялись два бронзовые призёра. В категории боролись 33 дзюдоиста.
Кэйдзи Судзуки уверенно прошёл турнир. Лишь одна, первая встреча, в которой японский дзюдоист победил отхватом с захватом руки под плечо, продолжалась отведённое на неё время; все остальные были завершены досрочно: три встречи Судзуки выиграл подхватом, а в финале боковой подсечкой смёл с татами россиянина Тамерлана Тменова.
| Круг  | Соперник         | Страна   | Итог   | С оценкой                 | Продолжительность |
| ----- | ---------------- | -------- | ------ | ------------------------- | ----------------- |
| 1/16  | Андреас Тёльцер  | Германия | Победа | вадза-ари (Сото Макикоми) | 5:00              |
| 1/8   | Харис Папайоанну | Греция   | Победа | иппон (Ути Мата)          | 3:02              |
| 1/4   | Юрий Рыбак       | Болгария | Победа | иппон (Ути Мата)          | 3:42              |
| 1/2   | Паоло Бьянчесси  | Италия   | Победа | иппон (Ути Мата)          | 3:42              |
| Финал | Тамерлан Тменов  | Россия   | Победа | иппон (Де-аси-харай)      | 1:17              |

В 2005 году вновь завоевал звания чемпиона мира (и серебро чемпионата мира в команде) и чемпиона Японии в абсолютной категории, а также победил на турнире Tre Torri. В 2006 довольствовался «серебром» чемпионата Японии. В 2007 вернул себе звания чемпиона Японии как в абсолютной категории, так и в категории до 100 килограммов и остался третьим на турнире Super World Cup. В 2008 году вновь остался третьим на турнире Super World Cup, также третьим был на розыгрыше Кубка мира в Праге, победил на чемпионате Японии в категории до 100 килограммов, а в абсолютной категории уступил первое место, оставшись вторым.
Выступал на Олимпийских играх 2008 года перейдя в полутяжёлый вес в категории до 100 килограммов. В категории боролись 32 спортсмена.
В первой же встрече совершенно неожиданно проиграл малоизвестному монгольскому дзюдоисту Найдангийну Тувшинбаяру (ставшему олимпийским чемпионом). Это поражение выбило из колеи Судзуки, и в утешительной встрече он ещё быстрее чисто проиграл броском через грудь.
| Круг                 | Соперник              | Страна   | Итог      | С оценкой           | Продолжительность |
| -------------------- | --------------------- | -------- | --------- | ------------------- | ----------------- |
| 1/16                 | Найдангийн Тувшинбаяр | Монголия | Поражение | иппон (Моротэ Гари) | 1:26              |
| Утешительная встреча | Бенни Берла           | Германия | Поражение | иппон (Ёко Гурума)  | 0:34              |

В 2009 году завоевал серебряную медаль чемпионата Азии, выиграл турнир Гран-при и был вторым на турнире Большого шлема Дзигоро Кано. В 2010 году стал чемпионом Японии в тяжёлом весе, победил на Гран-при Тунис, был вторым на Гран-при Дюссельдорф и на турнире IJF World Masters в Сувоне, и третьим на турнире Большого шлема в Рио-де-Жанейро и чемпионате мира в абсолютной категории в Токио. В 2011 году был третьим на турнире IJF World Masters в Баку, вторым на Гран-при Дюссельдорф, вторым на чемпионате Японии в тяжёлом весе и чемпионом Японии в абсолютной категории, и снова остался третьим на чемпионате мира в абсолютной категории в Тюмени. В 2012 году завоевал третье место на чемпионате Японии и Гран-при Дюссельдорф.
Поскольку Кэйдзи Судзуки не был отобран для участия в олимпийских играх, он заявил 3 июля 2012 года об уходе из большого спорта. Его друг и соперник Косэй Иноуэ, ставший к тому времени главным тренером японской сборной, назначил Судзуки тренером тяжеловесов в сборной.
Окончил университет Кокусикан. С 2009 года являлся преподавателем в том же университете. Женат (5 января 2012 года).